# Zombie Town
Zombie Town (Original: Chopper Chicks in Zombietown) ist eine US-amerikanische Low-Budget-Horrorkomödie, die unter der Regie von Dan Hoskins für das New Yorker Independentlabel Troma Entertainment und Chelsea Partners entstand. Die Direct-to-Video-Produktion wurde am 10. Mai 1991 in den Vereinigten Staaten veröffentlicht, der deutsche DVD-Erscheinungstermin war der 11. August 2005.
Zombie Town ist eines der Frühwerke des Schauspielers Billy Bob Thornton, der in einer kleinen Nebenrolle den gehörnten Exmann einer Bikerin spielt. Des Weiteren wirkt auch die in den 1980er Jahren als VJ für den Musiksender MTV tätige Martha Quinn mit.

## Handlung
Ort der Handlung ist die 128-Seelen-Wüstenortschaft Zariah im US-Bundesstaat Nevada. Der ortsansässige Bestatter Willum, ein skrupelloser und verrückter Wissenschaftler, ist gemeinsam mit seinem kleinwüchsigen Gehilfen Bob in kriminelle Machenschaften verwickelt. Der Totengräber dezimiert mit Hilfe seines Handlangers die nichtsahnenden Bewohner des verschlafenen Städtchen, um die unbestatteten Leichname in sogenannte „Zombies“ zu verwandeln. Diese reanimierten Kreaturen werden anschließend zur Zwangsarbeit im nahegelegenen Stollen eines Bergwerkes eingesetzt, wo sie unter menschenunwürdigen Bedingungen radioaktives Material schürfen müssen. Für normale Menschen birgt diese Tätigkeit erhebliche gesundheitliche Risiken. Diese skurrilen Umtriebe sind streng geheim und werden von den Einwohnern des Örtchens nicht wahrgenommen, obwohl sich die Population stetig vermindert.
Dies ändert sich als ein kleiner Schuljunge eher zufällig den geheimen Zugang zur Mine findet und getrieben von abenteuerlustiger Neugier die kaum gesicherte Tür zum Stollen öffnet. Diese unvorsichtige Entdeckung kostet ihm sein Leben, er wird das erste Opfer der versklavten Untoten, die aus ihrem Versteck ausbrechen und unaufhaltsam in Richtung Zariah stapfen.
Fast zeitgleich macht die achtköpfige, teilweise durch innere Streitigkeiten gespaltene, weibliche Bikergang Cycle Sluts auf der Suche nach „Fleisch“ Halt in der besagten Gemeinde. Die von der lesbischen Rox angeführten Motorradrowdys entfachen das Interesse von Willum, der fortan die Neuankömmlinge zu versklaven versucht – was ihm allerdings nur mit der triebhaften Lucile gelingt. Die übrigen „Schlampen“ vergnügen sich ungestört im Örtchen und verführen einige prüde Männer, was unweigerlich zu Konflikten mit den Einwohnern führt. Es kommt zu Unstimmigkeiten in der Gang, die sich verstärken als die rothaarige Dede von ihrem gehörnten Exmann Donny aufgesucht wird. Es kommt zum offenen Bruch mit den übrigen eher gefühlskalten Gangmitgliedern. Wenige Augenblicke später werden die sechs verbliebenen Aussteigerinnen von der genervten Bevölkerung aus der Stadt vertrieben. Dede entgeht diesem Schicksal, bleibt zunächst in der Gemeinde und sucht fieberhaft nach der verschollenen Lucile, die sie beim verstörten Willum findet. In dessen Haus wird sie Augenzeugin von Willums Experimenten mit den Körpern der Toten.
Derweil überrennen die entflohenen Zombies menschenfleischgierig den Wüstenort und dezimieren die lebenden Mitmenschen. Dede, deren Exmann Donny ebenfalls das Zeitliche segnete, schließt sich wieder ihren kampferprobten Gefährtinnen an. Die bei der Einwohnerschaft ungeliebten Rockerbräute helfen den noch verbliebenen Einwohnern, als die todbringende Bedrohung durch die Zombies immer größer wird. Unterstützt werden sie dabei vom Exgehilfen Willums, Bob, sowie von einer Busladung blinder Schüler. Den Cycle Sluts gelingt es die Heerscharen der lebenden Toten zu kontrollieren, doch nachdem der vollends dem Wahnsinn verfallene Willum „seine“ Untoten gruppiert, plant Dede die Wesen vollständig auszurotten. Mit Fleisch lockt sie jene Monster in eine mit Dynamit präparierte Kirche, die sie mittels einer zuvor angebrachten Sprengladung zünden. Die Zombies sind am Ende des Films bis auf wenige Individuen nahezu ausgelöscht. Die sechs überlebenden Cycle Sluts reisen am nächsten Tag gemeinsam mit drei männlichen Bewunderern und viel Bargeld in die nächstgelegene Stadt. Verabschiedet werden sie dabei von den wenigen noch lebenden Einwohnern des ehemaligen Minenstädtchens.

## Auszeichnungen
Fantasporto
- 1991: Preisträger des	Special Jury Awards für Regisseur Dan Hoskins
- 1991: Nominierung in der Kategorie „Bester Film“ für Regisseur Dan Hoskins

## Kritiken
Das Lexikon des internationalen Films schrieb, der Film sei eine „lächerliche Horrorkomödie“, die „vermeintliche Ironie, Geschmacklosigkeiten und absoluten Schwachsinn“ mische.